# ژان پیر هیندریکس
ژان پیر هیندریکس (انگلیسی: Jean-Pierre Heynderickx؛ زادهٔ ۵ مهٔ ۱۹۶۵) دوچرخه‌سوار اهل بلژیک است.